# Roter Frontkämpferbund
El Roter Frontkämpferbund (en català: Front Roig de Combat o Front Roig de Lluita, abreujat RFB), usualment anomenat Rotfrontkämpferbund, va ser una organització paramilitar del Partit Comunista d'Alemanya (KPD) que va existir durant la República de Weimar, tot i que oficialment estava registrada com una associació no política. La milícia va existir entre 1924 i 1929, quan va ser prohibida en ser declarada extremista per les autoritats socialdemòcrates alemanyes.

## Història
El Roter Frontkämpferbund va ser fundat pel KPD l'estiu de 1924 i va estar compost en bona part per comunistes veterans de la Primera Guerra Mundial. L'objectiu de l'RFB no era servir com un exèrcit revolucionari que derroqués el poder establert, sinó servir en tasques d'agitació política als carrers i, en última instància, mantenir les aptituds militars dels seus veterans de guerra. A diferència del que ocorria amb altres milícies paramilitars, com el Reichsbanner socialdemòcrata o l'Stahlhelm nacionalista, l'RFB no va comptar amb cap suport o protecció institucional. Les Sturmabteilung nazis (SA) solien enfrontar-se sovint amb els membres de l'RFB.
A l'Alemanya d'aleshores eren molts els que creien que el Roter Frontkämpferbund era en realitat el quadre de formació per a la posterior i futura creació d'un «Exèrcit Roig» controlat pel KPD. Des d'agost de 1925 el govern estatal va intentar coordinar-se amb els governs dels Länder i aconseguir una il·legalització conjunta de l'RFB, però aquests intents inicialment no van prosperar. El 1928, el Roter Frontkämpferbund va assolir el seu màxim nombre de membres: 106.000.
Tanmateix, el 1928, després d'alguns incidents ocorreguts entre la policia prussiana i l'RFB, el Ministre de l'Interior de Prússia va començar a preparar la futura prohibició de l'RFB. Després d'això, el desembre de 1928, la policia prussiana va prohibir a l'RFB realitzar noves concentracions, després que el mes anterior uns incidents entre nazis i comunistes deixessin 3 morts. No obstant això, alguns mesos més tard, les milícies de l'RFB van acudir a la manifestació de l'1 de maig de 1929, després que el 25 de març els seus líders haguessin fet una crida per aconseguir una «mobilització massiva». Malgrat la crida anterior dels líders del Roter Frontkämpferbund, durant l'1 de maig les seves milícies no van estar a l'altura de les circumstàncies, i van haver de fer front a una duríssima repressió policial que va deixar 33 morts. Després d'aquests incidents, l'RFB va ser definitivament prohibit per les autoritats al maig-juny de 1929. Contràriament a la llegenda perpetuada per alguns historiadors, les desercions de membres de l'RFB cap a les SA van ser molt rares.

## Marxa
El Roter Frontkämpferbund usava com a «himne» una marxa anomenada Die Rote Front Marschiert durant els mítings i desfilades de carrer. A continuació es presenta la lletra alemanya traduïda:
| Versió original | Traducció catalana |
| --- | --- |
| Rotfront! Die rote Front marschiert Trotz Severing und sein Verbot Trotz Hakenkreuz und Schwarz-Weiß-Rot Donaß alle Welt és spürt Die rote Front marschiert Rotfront! Die rote Front marschiert Erhoben die geballte Faust Die bald als Hammer niedersaust Donaß alle Welt és spürt Die rote Front marschiert Rotfront! Die rote Front marschiert Millionen gehn in Schritt und Tritt In unsern roten Reihen mit Die Trommeln werden gerührt Die rote Front marschiert Rotfront! Die rote Front marschiert Und unsre Leiber sind der Wall Rotfront ist Russland überall Lenin zoom Sieg uns führt Die rote Front marschiert Rotfront! Wir lassen uns niemals verbieten Von Severing und seinem Verbot Wir lassen uns niemals verbieten Berlin bleibt rot Nieder mit dem RFB-Verbot Rotfront! Nieder mit dem RFB-Verbot Rotfront! | Front Roig! El Front Roig marxa Malgrat Severing i la seva prohibició Malgrat l'esvàstica i el negre-blanc-vermell Perquè tothom ho senti El Front Roig marxa Front Roig! El Front Roig marxa Alça el puny tancat Que aviat caurà com un martell Perquè tothom ho senti El Front Roig marxa Front Roig! El Front Roig marxa Milions van a cada pas del camí En les nostres files roges amb Els tambors s'agiten El Front Roig marxa Front Roig! El Front Roig marxa I els nostres cossos són el mur El Front Roig ja està a tota Rússia Lenin ens porta a la victòria! El Front Roig marxa Front Roig! Mai no ens deixem callar De Severing i la seva prohibició Mai no ens deixem callar Berlín roman roig A baix la prohibició de l'RFB Front Roig! A baix la prohibició de l'RFB Front Roig! |